# Sainey Jawara
Sainey Jawara (* 7. Juli 1988) ist ein gambischer Politiker.

## Leben
| Parlamentswahl | Stimmen | Stimmanteil |
| -------------- | ------- | ----------- |
| 2017           | 2.293   | 46,27 %     |
| 2022           | 3.564   | 55,35 %     |

Sainey Jawara trat bei der Wahl zum Parlament 2017 als Kandidat der National Reconciliation Party (NRP) im Wahlkreis Lower Saloum in der Janjanbureh Administrative Region an. Mit 46,27 % konnte er den Wahlkreis vor dem unabhängigen Kandidaten Biran Saine für sich gewinnen.
Bei den Parlamentswahlen 2022 erreichte Jawara als Kandidat der National People’s Party (NPP) erneut die meisten Stimmen im Wahlkreis Lower Saloum und wurde Mitglied der 6. Gambischen Nationalversammlung.